# Reklamation
Reklamation är ett meddelande varigenom ena parten i ett avtal påpekar dröjsmål, fel eller brist i exempelvis en vara eller tjänst och förbehåller sig rätt att göra anspråk, oftast ekonomiskt, på grund av detta. Enligt konsumentköplagen gäller i fråga om varor att fel som visar sig inom sex månader alltid anses vara ursprungliga fel, om ej annat kan bevisas av säljaren. Efter sex månader är det konsumentens skyldighet att bevisa att felet är ursprungligt. Om kunden får rätt måste säljaren antingen laga varan, ersätta den med en ny eller ge pengarna tillbaka.
Tidigare hade kunden två års reklamationsrätt i Sverige, men sedan 1 april 2005 är det tre år som gäller.

## Etymologi
Ordet reklamation härstammar från latinets reclamo och betyder "att ropa mot" eller "att protestera mot".

## Fotnoter
1. 1 2  ”Reklamera/Klaga”. Konsumentverket. 28 februari 2011. Arkiverad från originalet den 3 november 2013. https://web.archive.org/web/20131103031528/http://www.konsumentverket.se/Lagar--regler/Din-ratt-som-konsument/Reklamation/. Läst 28 februari 2011.
2. ↑  ”Klagomålshantering”. Norrbottens läns landsting. Arkiverad från originalet den 8 februari 2017. https://web.archive.org/web/20170208033057/http://ares.nll.se/upload/IB/lg/hse/rutiner/Klagom%C3%A5lshantering.doc. Läst 9 december 2008.